# 神奈川県道406号吉岡海老名線

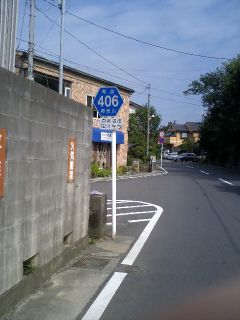
海老名市国分寺台1丁目 （左手） と綾瀬市早川 （右手） の間を通る神奈川県道406号線

神奈川県道406号吉岡海老名線（かながわけんどう406ごう よしおかえびなせん）は、神奈川県綾瀬市吉岡と神奈川県海老名市国分南を連絡する一般県道である。

## 解説
神奈川県道407号杉久保座間線と同様、神奈川県道43号藤沢厚木線と神奈川県道40号横浜厚木線を南北に繋いでいる。また、区間のほとんどが綾瀬市と海老名市の市境になっている。
国分坂下で国道129号や東名高速道路厚木インターチェンジと連絡している神奈川県道43号藤沢厚木線と、綾西交差点で神奈川県道45号丸子中山茅ヶ崎線 （中原街道）と連絡している都市計画道路綾瀬市道950号早川本蓼川線に接続しているため交通量も多い。海老名市国分寺台では住宅地内を通るため、生活道路として利用されている。
綾瀬市内の五社神社前の一部区間は一方通行であり、起点側から来た場合は通行できないのため、市道を迂回する必要がある。

## 概要
- 全長：5.1km
- 起点：綾瀬市吉岡・海老名市本郷 信号交差点（北緯35度24分40秒 東経139度24分22.7秒、神奈川県道43号藤沢厚木線接続）
- 終点：海老名市国分南 信号交差点（北緯35度27分12.7秒 東経139度24分0秒、神奈川県道40号横浜厚木線・神奈川県道407号杉久保座間線接続）
- Google マップ

## 通過する自治体
- 神奈川県
  - 綾瀬市 - 海老名市

## 交差している道路
- 神奈川県道43号藤沢厚木線 （綾瀬市吉岡・海老名市本郷）
- 綾瀬市道950号早川本蓼川線 （綾瀬市綾西・海老名市国分寺台） - 綾西交差点
- 東名高速道路 （海老名市国分寺台） - 大谷峰橋
- 神奈川県道40号横浜厚木線 旧国道246号線 （海老名市国分南） - 該当地域では二重経路となっており、406号は新道と立体交差した後旧道に合流する。
- 神奈川県道407号杉久保座間線 （海老名市国分南）

## 沿道の主な施設
- 神奈川県豚産肉能力検定所（海老名市本郷）
- 東京電力パワーグリッド中相模変電所（綾瀬市吉岡）
- 有馬のハルニレ （なんじゃもんじゃの木） ※神奈川の名木百選 （海老名市本郷）
- 神奈川県立かながわ農業アカデミー（海老名市杉久保北）
- 五社神社（綾瀬市早川）
- 瓢塚古墳（ひさご塚公園）（海老名市国分南）

## ギャラリー

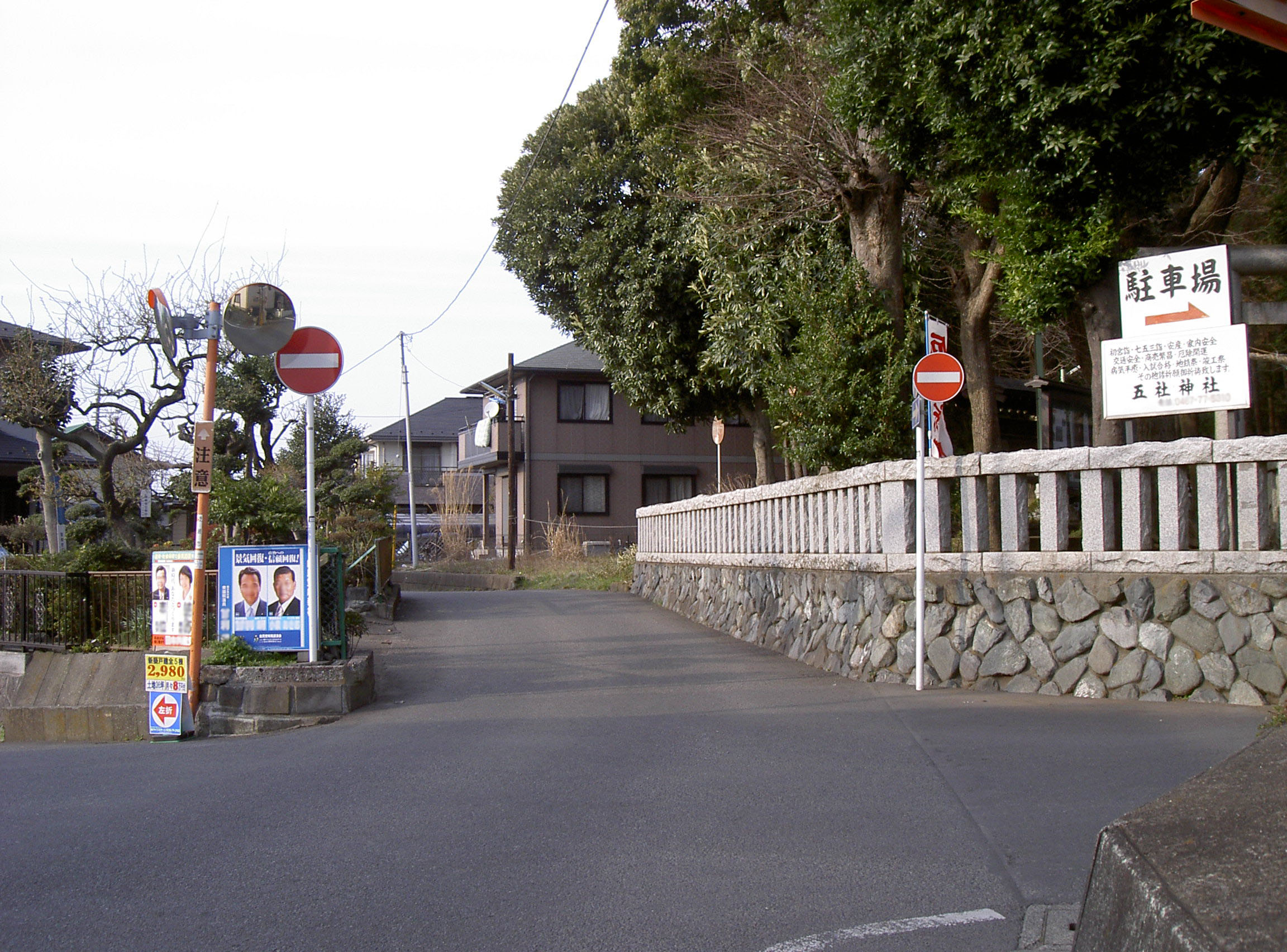
五社神社横の一方通行区間（起点側より撮影）。起点側からは左の道を迂回する必要がある（北緯35度26分13.3秒 東経139度24分29.2秒 / 北緯35.437028度 東経139.408111度）
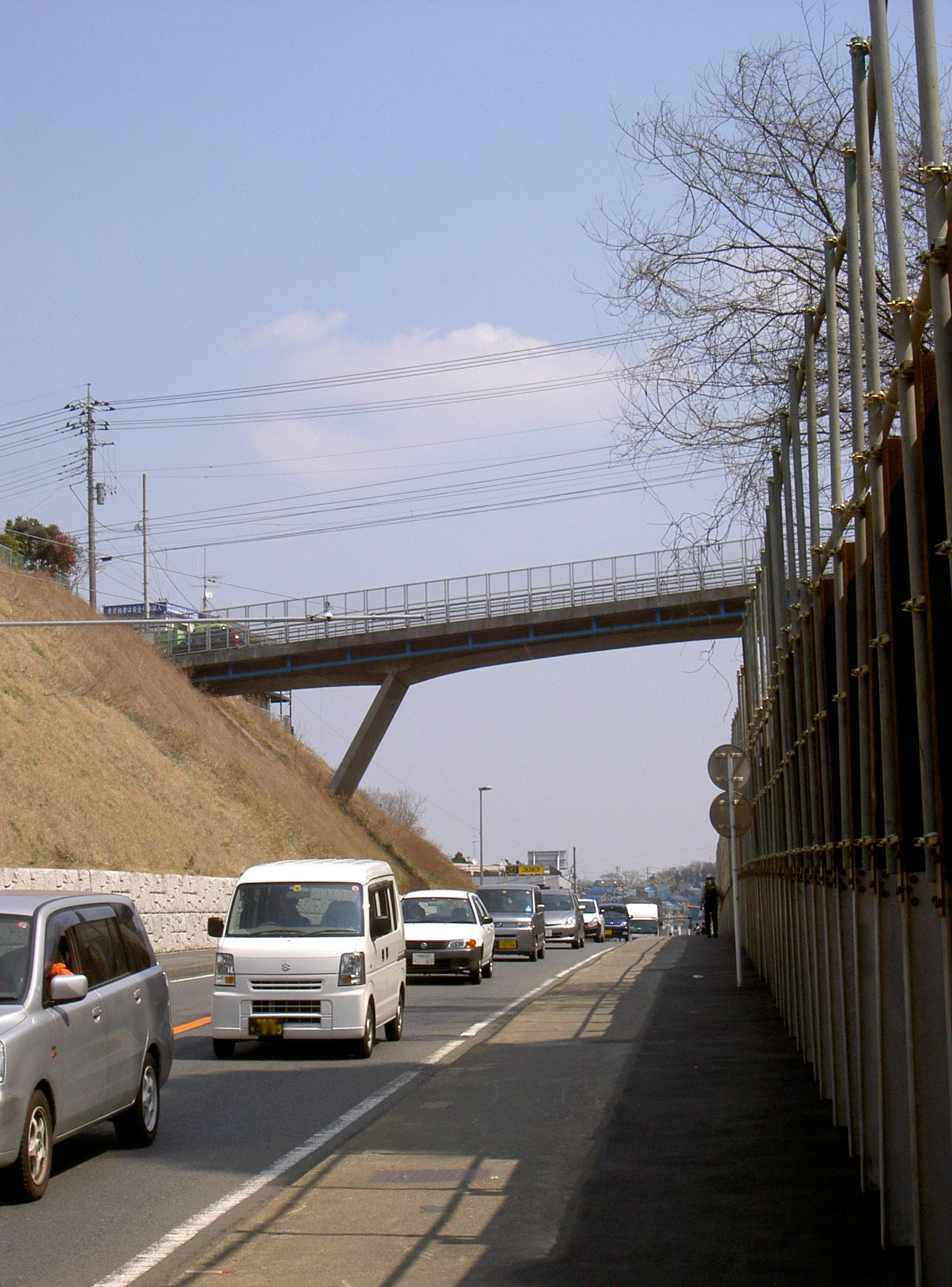
海老名市国分南において神奈川県道40号線新道（下）をオーバークロスする（北緯35度27分8.4秒 東経139度24分0.8秒 / 北緯35.452333度 東経139.400222度）
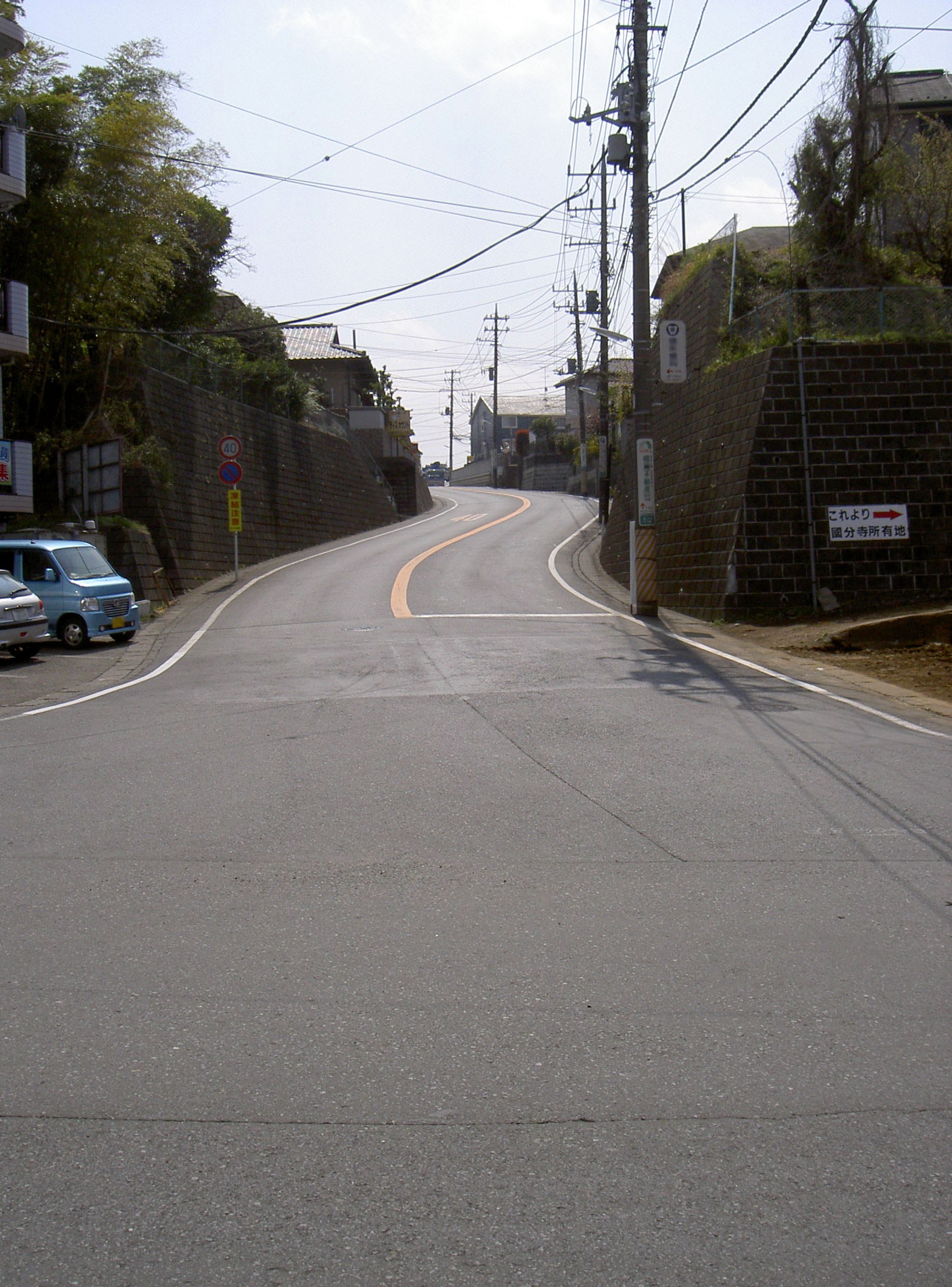
終点の交差点から望む神奈川県道406号線。左画像の立体交差から急坂を下って終点に至る